# خواجو الكرماني
خواجو الكرماني (ت. 763 هـ) هو متصوف و شاعر، من بلاد فارس.
هو أبو العطاء كمال الدين محمود بن علي بن محمود المسترشدي، وقيل المرشدي، الكرماني، الملقب بنخلبند شعراء، المشتهر بخواجو. ولد في كرمان في الخامس عشر من شوال سنة 689 هـ. قام برحلة زار فيها الشام والقدس و الحجاز والعراق. أخذ التصوف عن علاء الدولة السمناني.
كتب قصيدة تروي حكاية الأمير الفارسي هميا وهمايون. توفي في شيراز سنة 763 هـ، وقيل سنة 753 هـ، وقيل سنة 742 هـ.